# جيني لونا
جيني لونا (بالإيطالية: Jenny Luna)‏ هي مغنية إيطالية، ولدت في 27 مارس 1931 في روما في إيطاليا.

## وصلات خارجية
- جيني لونا على موقع IMDb (الإنجليزية)
- جيني لونا على موقع ميوزك برينز (الإنجليزية)
- جيني لونا على موقع ديسكوغز (الإنجليزية)